# Стрём, Анна Удине
Анна Удине Стрём (норв. Anna Odine Strøm, род. 17 апреля 1998 года, Алта, Норвегия) — норвежская прыгунья с трамплина, двукратная чемпионка мира 2025 года, 7-кратный призёр чемпионатов мира, многократная победительница этапов Кубка мира. Участница зимних Олимпийских игр 2022 года. 

## Спортивная карьера
Стрём активно участвует в соревнованиях FIS с февраля 2012 года. Дебютировала на этапах Кубка мира 7 декабря 2013 года в Лиллехаммере, где заняла 34-е место. На чемпионате мира в Фалуне в 2015 году, стала 25-й.
На чемпионате мира среди юниоров 2018 года в швейцарском Кандерштеге она выиграла титул чемпиона мира с норвежской смешанной командой и заняла третье место в личном зачете.
20 января 2019 года она впервые поднялась на вторую ступень подиума на этапе Кубка мира в Японии. В сезоне 2018/19 заняла 7-е место в общем зачёте Кубка мира.
31 декабря 2022 года впервые выиграла этап Кубка мира. В начале 2023 года выиграла ещё два личных этапа Кубка мира, а также один в команде.
На чемпионате мира 2025 года в Тронхейме в прыжках с нормального трамплина завоевала бронзовую медаль, в командных соревнованиях и смешанных командных соревнованиях стала двукратной чемпионкой мира.  